# 田村竜騎兵
田村 竜騎兵（たむら りゅうきへい、1931年（昭和6年）6月20日 - 1990年（平成2年）2月14日）は、朝日新聞社の記者、囲碁ライター。群馬県出身、本名は田村孝雄。観戦記者として著書多数。朝日新聞東京本社編集委員をつとめた。

## 生涯
群馬県大間々町に生まれる。群馬県立桐生高等学校卒業、群馬大学医学部中退。その後、早稲田大学に転じ、囲碁部で村上文祥と同期生となる。1955年に商学部を卒業、日本棋院の『棋道』誌編集部に所属し、編集長だった宇崎玄々子に師事。『棋道』で記事を書いた他、東京新聞、産経新聞で牧伸太郎の筆名で観戦記を執筆。
宇崎玄々子の引退後、1960年より朝日新聞観戦記者となり、囲碁・将棋ともに観戦記を執筆した（将棋は「龍」名義）。名人戦 (将棋)、朝日アマ囲碁十傑戦、プロ十傑戦、囲碁名人戦等で観戦記を執筆。
その他、囲碁プロ棋士の著書のライター役を数多く務めた。将棋棋士升田幸三の自伝の執筆も担当している。
1990年2月14日、脳出血のため、死去。

## 著作

### 単著
- 碁界うらおもて 田村竜騎兵 著 ルック社 1967
- この妙手 田村竜騎兵 著 ルック社 1968
- 碁の打ち方教えます 田村竜騎兵 著 有紀書房 1968 (ABC books)
- やさしい定石教えます 田村竜騎兵 著 有紀書房 1970 (ABC books)
- 物語り囲碁史 田村竜騎兵 著 日本棋院 1972 (ゴ・スーパーブックス)

（再刊『物語り 囲碁英傑伝』毎日コミュニケーションズ MYCOM囲碁文庫シリーズ 2005年）
- 現代アマ強豪列伝 田村竜騎兵 著 日本棋院 1981 (日本棋院選書)
- 現代囲碁大系41 武宮正樹 田村孝雄著　講談社　1983年
  - 武宮正樹 (現代囲碁名勝負シリーズ 1) 講談社 1986/9/1
- 竜騎兵 名勝負 名観戦記 田村孝雄著 誠文堂新光社 1991
- 囲碁名勝負100番 田村竜騎兵 著 立風書房 1993
  - 47番目を書いたところで、田村が死去し、雑誌『棋道』の編集者だった大島正雄が48番目以降を、セレクトおよび執筆して完成させた。[3]

### 編著
- 中原誠実戦集 全3巻　中原誠：著　田村竜騎兵：編 大泉書店 1974
- 林海峯打碁集 全3巻 林海峯：著 田村竜騎兵：編 大泉書店 1974
- 加藤一二三実戦集 加藤一二三：著　田村竜騎兵：編 大泉書店 1975
- 石田芳夫打碁集 全3巻, 大泉書店 1975
- 基本定石事典 石田芳夫著 日本棋院 1975-1976
- 朝日アマ・プロ十傑戦 上下　田村竜騎兵 編 大泉書店 1976
- 日本囲碁大系15 秀策（石田芳夫、田村孝雄）筑摩書房 1976
- 朝日アマ十傑戦 : 熱闘譜 田村竜騎兵 編 大泉書店 1977
- 基本の布石理論 武宮正樹 著,田村竜騎兵 編 大泉書店 1977 (初段への基礎づくりシリーズ)
- 基本の置碁作戦 武宮正樹 著,田村竜騎兵 編 大泉書店 1977 (初段への基礎づくりシリーズ)
- 基本の定石 武宮正樹 著,田村竜騎兵 編 大泉書店 1977 (初段への基礎づくりシリーズ)
- 碁きちにささげる本 : これを知るだけで確実に二目強くなる 田村竜騎兵 編 青春出版社 1977 (プレイブックス)

（再刊『すべての囲碁ファンに捧げる本』田村竜騎兵 編 毎日コミュニケーションズ 2005 (Mycom囲碁文庫シリーズ)）
- 基本の死活 武宮正樹 著,田村竜騎兵 編 大泉書店 1978 (初段への基礎づくりシリーズ)
- 碁きちにささげる本 続 田村竜騎兵 編 青春出版社 1978 (プレイブックス)

（再刊『すべての囲碁ファンに捧げる本 続』田村竜騎兵 編 毎日コミュニケーションズ 2005 (Mycom囲碁文庫シリーズ)）
- 基本のヨセ 武宮正樹 著,田村竜騎兵 編 大泉書店 1979 (初段への基礎づくりシリーズ)
- 名人に香車を引いた男 : 升田幸三自伝 升田幸三 著,田村龍騎兵 筆録 朝日新聞社 1980 のち朝日文庫

（再刊『升田幸三 : 名人に香車を引いた男』升田幸三 著,田村龍騎兵 筆録 日本図書センター 1997 (人間の記録 ; 36)）
- コンピュータ石田の痛快に決める手筋 石田芳夫 出題,田村竜騎兵 解説 大泉書店 1981 (これが手筋だ)
- コンピュータ石田の豪快にきめる手筋 石田芳夫 出題,田村竜騎兵 解説 大泉書店 1983 (これが手筋だ)
- 現代囲碁大系 (第41巻) 武宮正樹 田村孝雄 (著) 講談社 1983
- 大竹英雄打碁選集 全5巻　田村竜騎兵 編集執筆 朝日新聞社 1984 - 1985
- 現代囲碁名勝負シリーズ (第1巻) 武宮正樹  講談社 1986
- 正樹のあゆみ―本因坊正樹初期打碁集 武宮正樹, 武宮不二男, 田村竜騎兵 (著) 単行本 – 1987